# Hermann Herold
Hermann Herold (* 2. März 1890 in Wuppertal; † 9. Januar 1967 in Düsseldorf-Oberkassel) war ein deutscher Bankangestellter, Rechtsanwalt am Oberlandesgericht Düsseldorf und Honorarprofessor an der Universität zu Köln.

## Leben
Von 1917 bis 1946 war Herold für die Deutsche Bank AG tätig, zuletzt als stellvertretender Chef-Syndikus bzw. nach der Verhaftung von Hans-Alfons Simon im Januar 1945 kommissarischer Chefsyndikus der Deutschen Bank bis 1946; 1948 erfolgte der Wiedereintritt Herolds in die Deutsche Bank. Von 1951 bis 1957 war Herold Berater der Rheinisch-Westfälischen Bank, Düsseldorf; 1949–1961 Vorsitzender des Vereins Villa Romana (Künstlerhaus in Florenz). Herold wohnte in der Villa am Kaiser-Friedrich-Ring 71 in Düsseldorf-Oberkassel, in der Detlev Karsten Rohwedder am 1. April 1991 ermordet wurde.